# Сан-Марчелло-Пистойезе
Сан-Марчелло-Пистоезе (итал. San Marcello Pistoiese) — фракция  в итальянской коммуне Сан-Марчелло-Пительо, в провинции Пистоя, в Тоскане.
До 1 января 2017 года это была автономная коммуна, которая была объединена с коммуной Пительо, тем самым образовав новую коммуну Сан-Марчелло-Пительо, столицей которой она является. 
Население составляет 1 610  человек (2011), плотность населения составляет 18,8  чел./км². Занимает площадь 85,62 км². Почтовый индекс — 51028. Телефонный код — 0573.
Покровителем коммуны почитается святой Марцелл I, папа Римский, празднование 16 января. 

## Демография
Динамика населения:

## Администрация коммуны
- Официальный сайт: http://www.comune.sanmarcellopistoiese.pt.it/ Архивная копия от 20 июля 2011 на Wayback Machine

## Примечание
1. ↑  Il nuovo Comune di San Marcello Piteglio (PT) (итал.). Tuttitalia.it. Дата обращения: 1 декабря 2019. Архивировано 23 декабря 2019 года.